# Козарчанка
Козарчанка («Жінка з Козари») — фотографія періоду Другої світової війни, зроблена югославським фотографом російського походження Георгієм «Жоржем» Скригіним. На фотографії зображена широко усміхнена югославська дівчина-партизанка в пілотці-тітовці та з пістолетом-кулеметом MP-40 на плечі. «Козарчанка» набула великої популярності в Югославії та широко використовувалася там як символ: зображення було включено в підручники з історії, використовувалось у військових монографіях і друкувалося на плакатах.

## Передісторія
У квітні 1941 року Королівство Югославія було окуповано і роздроблено силами Осі під проводом нацистської Німеччини. 10 квітня 1941 року проголошено створення Незалежної Держави Хорватія (НДХ) — маріонеткової держави, що включала територію сучасних Хорватії, Боснії і Герцеговини та частину Сербії, під безпосереднім управлінням хорватських націоналістів (усташів). Політика НДХ щодо сербів полягала в їх масовому знищенні, вигнанні та насильницькому асимілюванні. У відповідь на це народи Югославії, насамперед серби, почали формувати партизанські рухи, один із яких діяв під керівництвом Йосипа Броза Тіто — лідера Комуністичної партії Югославії, і став відомий як Народно-визвольна армія Югославії. У грудні 1943 — січні 1944 років 11-та Країнська бригада Народно-визвольної армії здійснювала атаки на німців і усташів у районі Козари (Північна Боснія), щоб відтягнути війська противника від партизанів у Банії та на сході Боснії, де сили Осі проводили антипартизанські операції.

## Фотографія та її об'єкт
Взимку 1943-44 років гастрольна трупа Театру народного визволення зустріла колону партизанів з 11-ї Країнської бригади неподалік Козари. Балетмейстер трупи Георгій «Жорж» Скригін, син російського емігранта, також був відомим майстром художньої фотографії та не раз відзначався багатьма престижними нагородами за свої знімки. Скригін попросив командира партизанської бригади дати йому сфотографувати дівчину-партизанку. Командир відібрав п'ять санітарок, серед яких Скригін вибрав 17-річну Милю Тороман (сербохорв. Milja Toroman). Тороман була боснійською сербкою з села Брекіна, що неподалік Дубиці біля підніжжя гори Козара. Скригін надів на дівчину кофту та тітовку, повісив їй на плече гвинтівку і причесав волосся. Сказавши дівчині посміхнутися, Скригін зробив знімок за допомогою фотоапарата Rolleiflex.
У 1968 році Скригін видав книжку під назвою «Війна і сцена», де фотографія Милі Тороман названа «Козарчанка». Супровідний напис, не згадуючи імені об'єкта фото, говорить: «молода дівчина потрапила в полон під час першого ворожого наступу. Їй вдалося втекти, навіть з Німеччина, і дістатися до Козари, де вона приєдналася до козарських збройних сил».
1946 року Миля Тороман вийшла заміж за Перо Марина, який воював у складі козарського партизанського загону з 1941 року. Пара жила в Прієдорі, де в неї народилося п'ятеро дітей. У 2007 році Марин дала інтерв'ю, що під час знімання їй абсолютно не хотілося посміхатися через тяготи війни, які їй довелося перенести. За словами Марин — це був єдиний раз у житті, коли вона взяла в руки гвинтівку. У листопаді 2007 року Марин померла у віці 81 року.

## Значення
Після війни фото «Козарчанка» отримало широку популярність, ставши одним із символів партизанського руху Югославії та, особливо, героїчного опору жінок-югославок. Образ жінки-партизанки активно використовувався урядом Тіто як об'єднавчий елемент у багатокультурній країні. «Козарчанка» була включена в підручники історії, військові монографії та використовувалася на плакатах. Однак попри популярність особистість дівчини не розкривалася, тому що публікація точних відомостей про обставини, за яких була зроблена фотографія, могла нашкодити її ідеологічній значущості. Після перших багатопартійних виборів у Югославії, а потім і її розпаду фото втратило ідеологічне значення, і про особу Марин стало відомо широким масам.